# Grb Svetog Tome i Principa
Grb Svetog Tome i Principa čini štit iznad kojeg je plava zvijezda i natpis (Jedinstvo, Disciplina, Rad). Štit pridržavaju dvije ptice.

## Također pogledajte
- Zastava Svetog Tome i Principa